# Brisingasmycket

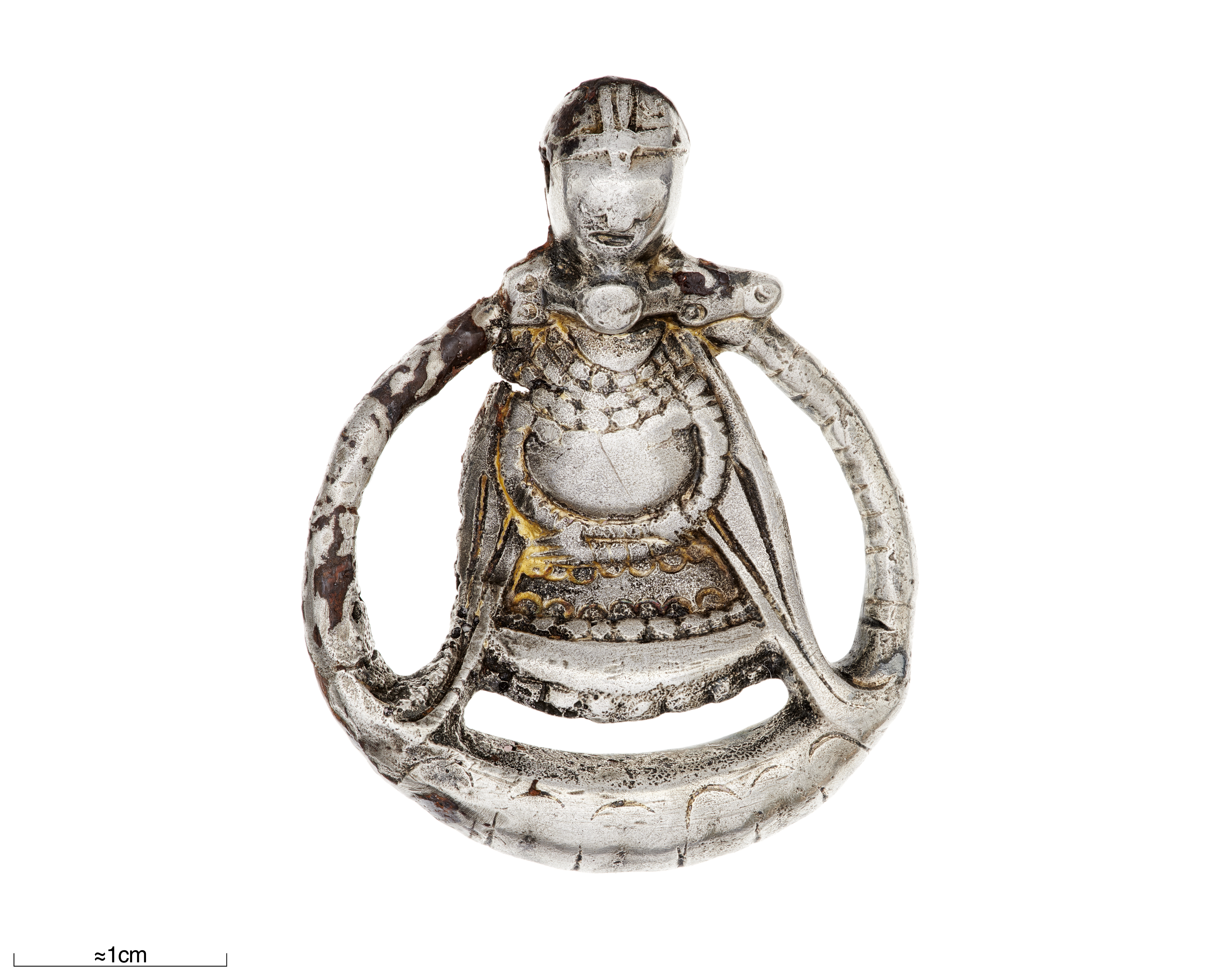
Vikingatida hängsmycke som troligtvis föreställer gudinnan Freja och brisingamen.

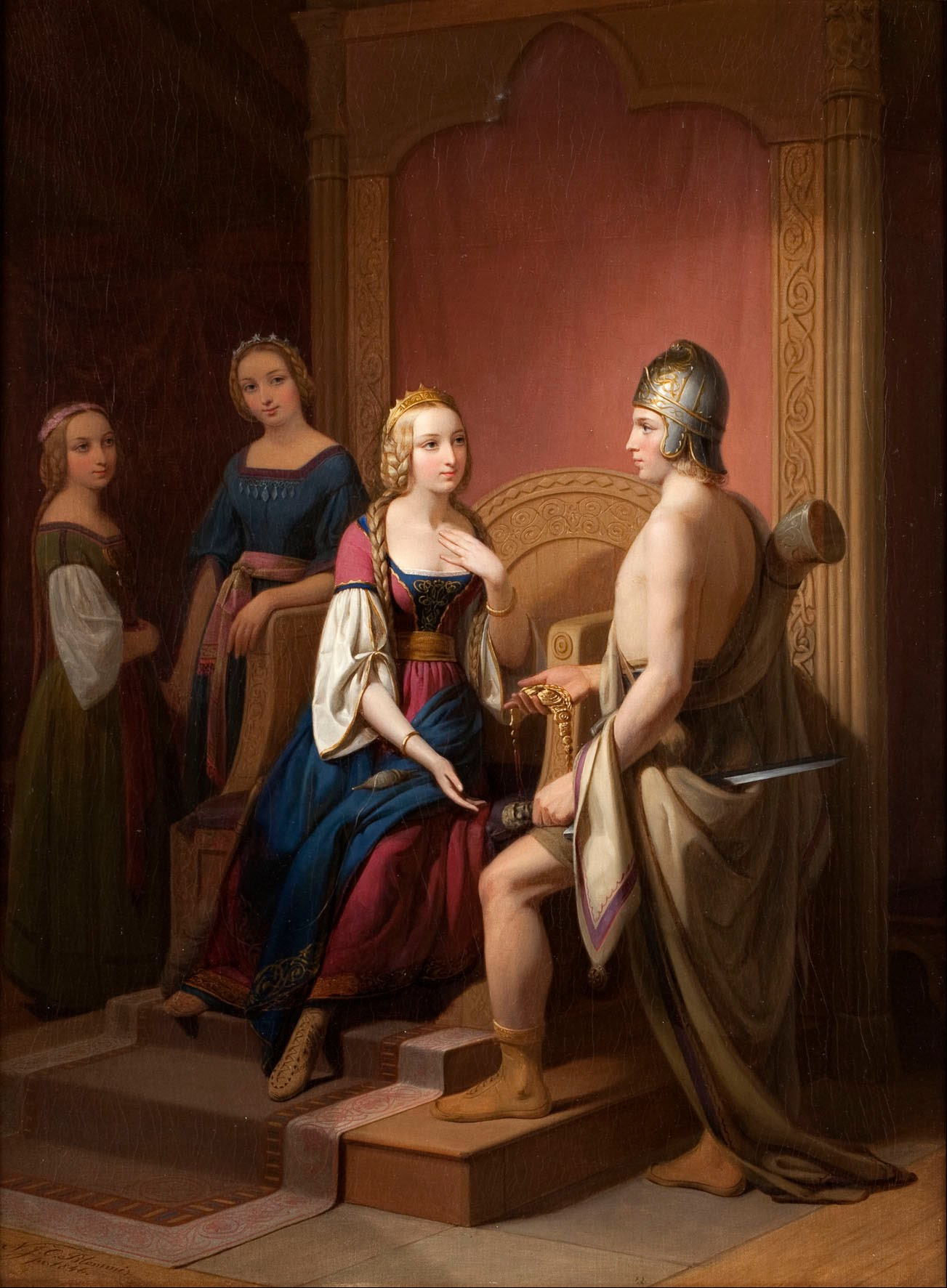
"Heimdall öfverlemnar till Freya smycket Bryfing" (Brisingasmycket) (1846), oljemålning av Nils Blommér. Malmö konstmuseum, Malmöhus slott.

Brisingasmycket, eller Brisingamen (fornnordiska brisinga = eld och men = smycke), är i nordisk mytologi gudinnan Frejas halssmycke. Det är världens vackraste och smiddes av de fyra dvärgarna Alfrik, Berling, Dvalin och Grer, som vägrade sälja smycket. Freja fick det dock i utbyte mot en natt med var och en av dem.
I sagan Sörla þáttr får Frejas make Oden reda på hur hon fått smycket av Loke, som förvandlar sig till lus och tar smycket till Oden. För att återfå det tvingar Oden henne att starta krig mellan två jordiska kungar. Dessa slogs på dagen, på natten förvandlades de döda till sten för att sedan väckas till liv på morgonen och återuppta kampen. Dessa strider skulle sluta först vid jordens undergång Ragnarök. Enligt berättelsen bryts förbannelsen när en stridande kämpe blivit döpt. Kämpar som dödas av en döpt kämpe går inte att återuppväcka.
Brisingasmycket omnämns bland annat i ytterligare två äldre berättelser. I Snorres Edda är det Heimdall som avslöjar Loke när han för bort smycket och de kämpar om det vid Singasten tills Heimdall kan ge det tillbaka till Freja. Trymskvädet beskriver hur Tor reser till Trym utklädd till Freja för att hämta tillbaka sin stulna hammare Mjölner. För att fullborda utklädnaden bär han Brisingasmycket.